# Місце під сонцем (фільм, 1975)
«Місце під сонцем» — радянський художній фільм 1975 року, знятий режисером Агасі Бабаяном на кіностудії «Вірменфільм».

## Сюжет
Герої фільму — вчителька Ануш Степанівна, її син Арташес, які дали притулок чотирьом цуценятам: Непосиді, Чорнушці, Кубику та Раздану, кожен із яких має свій характер та неповторну, дивовижну історію.

## У ролях
- Вардуш Тамразян — Ануш Степанівна
- Віген Чалдранян — Арташес
- Армен Марутян — пастух
- Агасі Бабаян — клоун
- Артуш Гедакян — епізод
- Маргарита Карапетян — епізод
- Карлос Мартиросян — епізод
- Рубен Мартиросян — епізод
- Т. Мнацаканян — епізод
- Сет Овсепян — епізод
- Олександр Ткаченко — епізод
- Армен Хостікян — епізод
- Степан Шагінян — епізод
- Зиновій Гердт — читає текст

## Знімальна група
- Режисер — Агасі Бабаян
- Сценарист — Климентій Мінц
- Оператор — Анатолій Казнін
- Композитор — Мартин Вартазарян
- Художники — Михайло Антонян, Олександр Шакарян